# Erzbistum Yangon
Das Erzbistum Yangon (lat.: Archidioecesis Yangonensis) ist ein Erzbistum der römisch-katholischen Kirche mit Sitz in Yangon (Rangun), Myanmar.

## Geschichte
Das Apostolische Vikariat von Südwestbirma wurde am 27. November 1866 durch Papst Pius IX. aus Gebietsabtretungen des Apostolischen Vikariates Burma gegründet; erster Bischof war Paul Bigandet MEP. 1870 wurde der Name geändert in Apostolisches Vikariat von Südbirma (lat. Birmaniae Meridionalis). Papst Pius XII. veranlasste 1953 die Umbenennung in Apostolisches Vikariat von Rangun; am 1. Januar 1955 wurde das Vikariat zum Erzbistum Rangun erhoben. Unter Papst Johannes Paul II. erhielt das Erzbistum die Bezeichnung Erzbistum Yangon.